# ريكوينتو فيراكروزي
الريكوينتو الفيراكروزي (الإسبانية: requinto jarocho أو guitarra de son) هي آلة وترية منقورة تعزف عادة باستخدام ريشة خاصة. تتوفر الآلة على أربع أو خمس أوتار ويعود أصلها لولاية فيراكروز بالمكسيك.
يستعمل الريكوينتو في مجموعات كونخونتو الفيراكروزية الموسيقية. في حالة غياب القيثار الفيراكروزي يحدد الريكوينتو عادة النمط اللحني للأغنية ويوفر أيضا طباق مرتجلة تساند المقطع الغنائي.

## خصائص
يشبه الريكوينتو الفيراكروزي القيثارة شكلا مع جسم صغير. الجسم والعنق ورأس الضبط كلها مصنوعة من قطعة واحدة من الخشب. له جسم مجوف ولوحة أصابع مرفوعة قليلا، كما يتوفر عنقه على 12 تقسيما.
قد يستعمل الريكوينتو الفيراكروزي ذو الأربع أوتار تشكيلة الضبط المعياري (لا ري صول دو)، لكنه يضبط عادة أيضا لتشكيلتي صول لا ري صول و دو ري صول دو. لكن الريكوينتي ذو الخمس أوتار يضيف وترا فوق الضبط المعياري تحت الوتر الأول بخمسة أنصاف أبعاد، مما يجعله مي لا ري صول دو،
أوتار الريكوينتو الفيراكروزي مصنوعة من النايلون؛ عندما تعزف يشبه صوتها الأوتار الأربع الأولى في قيثارة كلاسيكية.